# Rhaphidophora tenuis
Rhaphidophora tenuis är en kallaväxtart som beskrevs av Adolf Engler. Rhaphidophora tenuis ingår i släktet Rhaphidophora och familjen kallaväxter. Inga underarter finns listade.